# Kuruman
Kuruman est une ville située dans la province de Cap-du-Nord, en Afrique du Sud. Elle est notamment connue pour l'Œil de Kuruman (Die Oog) qui est la plus importante source naturelle de l'hémisphère sud.

## Personnalité
- Robert Moffat (1852-1873), explorateur, y est né.